# Mezzana
Mezzana (IPA: /meʦˈʦana/, Mezanå in dialetto solandro) è un comune italiano di 870 abitanti della provincia autonoma di Trento in Trentino-Alto Adige.

## Geografia fisica

### Territorio
Situato in Val di Sole lungo le sponde del torrente Noce, deve il suo nome alla posizione centrale che occupa nella valle. Giace adagiato sul versante Sud di questa opposto al centro sciistico di Marilleva nato alla fine degli anni '60 del secolo scorso. Nel suo territorio si trovano i laghi del Malghetto.
Lo sviluppo di questo centro di sport invernali ha influito in modo significativo sull'economia della zona determinando notevoli cambiamenti socio economici e agendo anche sull'aspetto del paese.

## Storia

### Simboli
Lo stemma e il gonfalone sono stati approvati con deliberazione della Giunta provinciale n. 10597 del 19 ottobre 1984.
Stemma
Gonfalone

## Monumenti e luoghi d'interesse

### Architetture religiose
- Chiesa dei Santi Pietro e Paolo, parrocchiale nel comune.
- Chiesa della Madonna di Caravaggio, accanto alla parrocchiale.
- Chiesa di San Romedio Eremita, costruita nella frazione di Roncio nel 1591.
- Chiesa di San Cristoforo, nella frazione di Ortisé

## Società

### Evoluzione demografica
Abitanti censiti

## Amministrazione
| Periodo | Periodo   | Primo cittadino      | Partito      | Carica  | Note |
| ------- | --------- | -------------------- | ------------ | ------- | ---- |
| 2005    | 2015      | Giuliano Dalla Serra | lista civica | Sindaco |      |
| 2015    | in carica | Giacomo Redolfi      | lista civica | Sindaco |      |

## Sport
Mezzana ha ospitato nel 1993 i Campionati mondiali di canoa/kayak slalom. Nel 2010 si sono tenuti i campionati europei di rafting.
Nel 2021 ha ospitato il ritiro estivo della società calcistica SPAL.